# 顧燕翎
顧燕翎（英語：Yenlin Ku，有時拼寫成Yenling Ku），台灣女性主義者、婦女運動人士，曾任國立交通大學通識教育中心教授、婦女新知基金會董事長、臺北市政府公務人員訓練中心主任、臺北市政府社會局局長、世新大學性別研究所兼任教授、行政院性別平等會委員、臺北市女性權益促進委員會委員。

## 教育
擁有臺灣大學文學士學位，克莱蒙特大學的文學碩士，以及印第安纳大學的教育專家學位。

## 家庭與私人生活
丈夫是吳培元，數學家，國立交通大學應用數學系榮譽退休教授。